# QNET
QNet (ранее GoldQuest и QuestNet) — международная компания, расположенная в Гонконге, использующая прямые продажи и многоуровневый маркетинг. Является основным предприятием группы компаний QI Group и занимается продажей различных товаров и услуг: средств личной гигиены, товаров для дома, биологически активных добавок, обучающих курсов, часов, ювелирных украшений, нумизматических и юбилейных монет и туристических пакетов. Компания была основана в Гонконге Виджеем Эсфараном и Джозефом Бисмарком в 1998 году. В странах СНГ компания работает с 2009-2011 года, в апреле 2019 года представительство QNet отметило десятилетие работы в Казахстане.
Компания обвинялась в построении финансовых пирамид. В Иране эти обвинения привели к закрытию филиалов компании и аресту её членов. Деятельность компании также была пресечена правительственными агентствами в Канаде и Азербайджане.

## О компании
QNet является членом Ассоциации Прямых Продаж в Сингапуре, Малайзии, Индонезии и Филиппинах, ОАЭ, членом Гонконгской Ассоциации Здорового Питания и Ассоциации Производителей Пищевых Добавок Сингапура, а также членом Ассоциации Электронной Коммерции в Филиппинах. С 2015 года член Глобального договора ООН (для попадания в этот список достаточно ежегодно посылать в ООН подтверждения своего желания быть в нём). В том же году компания попала в список компаний глобального роста на Всемирном Экономическом Форуме в Давосе. В том же году — в ТОП-100 компаний прямых продаж по версии отраслевого издания Business For Home. В 2017 году компания признана лучшим работодателем Гонконга в своей отрасли по версии изданий HR Asia. На территории Индонезии компания является одним из крупнейших клиентов государственной почтовой компании Pos Indonesia. Компания имеет представительства в 23 странах мира, в том числе в Индии, Турции, Армении, Индонезии, Малайзии. QNET неизвестна в Европе, но по состоянию на декабрь 2013 года планировала развернуть операции там. В том же году был открыт офис в Германии и логистический офис в Голландии, способный осуществлять 100 000 доставок в день. 25 ноября 2016 года был открыт офис на Украине.
Компания использует классическую модель сетевого маркетинга, одним из условий деятельности независимых представителей является их обязанность вести свою деятельность в качестве индивидуальных предпринимателей. На 2012 год, по утверждению компании, в мире насчитывалось около 4,5 миллионов независимых представителей; за год до этого, по сведениям Форбс, продажи всей QI Group составляли 430 миллионов долларов, или около 100 долларов в год на каждого представителя, что является нормальным показателем для компании сетевого маркетинга.
Помимо помощи в организации собственного дела компания предоставляет бесплатно каждому независимому представителю доступ к образовательным программам. Каждый независимый представитель имеет право в любой момент прекратить сотрудничество с компанией QNet, при этом компания на разумных условиях готова выкупить оставшиеся у независимого представителя товары и рекламные материалы.

## История
QNet является основным дочерним предприятием группы QI и была основана в 1998 году. Основателями компании являются Виджей Эсваран (англ. Vijay Eswaran) и Джозеф Бисмарк. Первоначально она была известна как GoldQuest. QNet работает как компания прямых продаж различных потребительских товаров, в том числе часов, онлайн-обучения, ювелирных изделий, турпакетов, водо- и воздухоочистителей и биодобавок. В 2003 году компания была переименована в QuestNet.
В 2002 компания начала туристический бизнес, назвав подразделение QVI Club. В 2005 году QNet приобрела британскую телекоммуникационную компанию (название купленной компании, по сообщению QNET, было «UK Networks», видимо, название было United Networks) и назвала это отделение QiComm. Руководство QiComm в декабре 2012 года было арестовано в Великобритании по обвинению в отмывании денег. Хотя обвинения были позже сняты и руководители освобождены, компания в своих заявлениях признала, что перевозила в больших количествах наличность из Франции в Великобританию. QiComm терпела убытки и обанкротилась в конце 2012 года.
В 2006 году компания начала предлагать продукты для здоровья и часы Bernhard H. Mayer.
В 2007 была приобретена Down To Earth (DTE), сеть вегетарианских магазинов здоровой пищи на Гавайский о-вах (пять магазинов на 5 островах).
В 2010 году название компании было сокращено до QNet. Между 2007 и 2012 годом объём прямых продаж QI вырос на 70 %.

## Товары
- Продукты для здоровья
  - одним из самых распространённых продуктов компании на рынке является Amezcua Bio Disc, который, по утверждению представителей компании, «гармонизирует энергию воды»[44]. Утверждения компании о чудесных свойствах диска были многократно опровергнуты учёными, журналистами и организациями по защите потребителей[45]. Критики отметили, что заявления об эффекте диска основаны на хорошо известных псевдонаучных понятиях вроде «структурированной воды»[46].
  - титановые подвески Velociti
  - Фильтры для воды компании Homepure[47][48]
  - Фильтры для воздуха AirPure[49], в Индии — продажа аппаратов Air Purifier компании Sharp[50]
  - Косметическое устройство и средства для ухода за кожей Physio Radiance[51]
- БАДы
- Средства личной гигиены
- Средства для дома
- Добавка к моторному маслу Titanium Metal Treatment[52]
- Предметы роскоши и коллекционирования:
  - украшения,
  - часы Bernard H. Mayer,
  - монеты;
- Программное обеспечение In-Voice
- Туристические путевки (в виде таймшеров) от Qvi Club предлагают отдых в 5 отелях класса люкс. Так же с 2008 года Qvi Club запускает свою сеть отпускного обмена xChangeWorld[53], чтобы предоставить его членам в более чем 3000 отелях в 120 странах мира.
- Обучающие курсы в Швейцарском Институте Онлайн Обучения[54]
- Продукты в сфере коммуникаций
- Аксессуары

## Критика
4 сентября 2002 года член австралийского парламента Камерон Томпсон, указал, что GoldQuest находится в списке пирамид, подготовленном англ. The Office of Consumer and Business Affairs in South Australia.
Министр внутренних дел Непала запретил GoldQuest в феврале 2003 года, заявив, что это «пирамида», не зарегистрированная в правительстве Непала. Руководитель валютных операций Центрального банка Непала, Кришна Бахадур Манадхар, сказал, что GoldQuest — это «стопроцентное жульничество».
Компания часто обвиняется в построении финансовых пирамид.
Несколько российских СМИ, включая канал Россия-1, в специальных репортажах и статьях назвали Qnet финансовой пирамидой.
Также «Лохотроном» назвала QNET газета «Республика» (Республика Коми).
Ряд источников, включая правительство некоторых стран, считают, что QNET представляет собой пирамиду.
Иранское правительство запретило операции GoldQuest после крупнейшего коррупционного скандала в истории страны.
Попытка афганского правительства лишить QuestNet его лицензии привела к масштабным протестам в Кабуле.
4 сентября 2009 года министерство финансов Руанды издало декрет, запрещающий операции QuestNet в Руанде после того, как Национальный банк Руанды назвал QuestNet «пирамидой, которая собирает деньги у подписчиков в Руанде и посылает их вовне, компаниям Park King Development и DBS Hong Kong» QNet опровергла все обвинения, и в 2012 году запрет был снят.
В 2009 году протесты в Судане привели к запрещению деятельности QuestNet. Жалобы состояли в получении дешёвых продуктов, вроде медных ожерелий, под видом золота и продажах неработающих мобильных телефонов, якобы подсоединённых к спутнику.
Министерство экономики Сирии распорядилось о закрытии офиса QuestNet в апреле 2009 года, после одного года операций, ссылаясь на нарушение условий регистрации, а также на то, что продукция QNet не является халяльной.
Questnet начал работу в Турции в 2010 году с участием около 150 человек; 80 из них были задержаны, позже некоторые из них были отпущены, а 42 человека отправлены в суд. В апреле 2011 года турецкое Министерство торговли объявило о расследовании деятельности QNET как нового бренда Questnet. Quest был оштрафован на сумму около 3, 64 миллионов лир за незаконную деятельность в 2010 году. В 2011 году QI Group возобновило деятельность в Турции, открыв отель Dögan в Старой Анталии.
Правительство Шри-Ланки заявило о незаконном вывозе 15 миллионов долларов и объявило о трёхлетнем тюремном сроке для любого представителя компании.
В РФ в 2011 году «Новая газета» направила запрос в Генеральную прокуратуру с требованием проверить деятельность Quest International и объявила сбор подписей в комментариях к статье за закрытие филиала компании в РФ.
В 2012 году Дональд Фрейзер, автор Forbes, специализирующийся на освещении событий бизнеса в Азии, написал, что обвинения против Qnet «чаще всего берут начало из недостоверных, анонимных или развенчанных источников».
Суд в Бомбее в 2017 году охарактеризовал деятельность компании так:
|                                                                                      | The company stands on a basic statement that people can be fooled. Thus, the true motto is ‘sell more earn more’ by fooling people. In fact it is a chain where a person is fooled and then he is trained to fool others to earn money. |  | В основе компании лежит утверждение о том, что людей можно одурачить. Потому, истинным девизом является «продай больше, получи больше», одурачив людей. На деле это цепочка, в которой человека одурачивают, а затем тренируют одурачивать других ради заработка. |  |
| Tainted QNet sponsorship evokes cries of shame // Mumbai Guide, 11 января 2017 года. | |  | |  |

## Спонсорская деятельность
В 2017 году компания QNET создала тренерскую школу, был проведён конкурс среди подростков Индонезии. По итогам конкурса  четыре победителя были отправлены в школу футбола в Манчестере. В 2019 году к конкурсу присоединились Россия и страны СНГ, два победителя из России две недели занимались в школе футбола «Манчестер Сити» изучением английского языка и оттачиванием футбольных навыков с тренерами City Football Language School.
Компания основала благотворительную организацию «RYTHM» (Raise Yourself To Help Mankind), участвующую в благотворительных проектах в разных странах:
- в России оказывает помощь школе-интернату для детей с ограниченными возможностями в г.Киров[79][80][аффилированный источник? 4091 день][81][аффилированный источник? 4091 день][82][83], детскому центру психоневрологии[84],
- в Индии совместно с Lions Clubs International оказывала помощь пострадавшим от природных катаклизмов[85][86][87], в 2015 являлась спонсором Национального Чемпионата по Парабадминтону[88],
- в Мьянме оказывала помощь при наводнениях[89],
- в Малайзии является учредителем университета QIUP и основателем специализированной школы Taraana для детей, испытывающих трудности в обучении[90][аффилированный источник?][91].

Компания являлась или является спонсором:
- футбольного клуба Манчестер Сити[92][93], с 2018 года и женской команды[94],
- спонсором Лиги Чемпионов Конфедерации Африканского Футбола[95],
- титульным спонсором Азиатского Кубка Чемпионов по Хоккею в 2016 году[96][97],
- официальным спонсором Азиатской конфедерации футбола[98], а также спонсором Хоккейной Лиги Селангора, Малайзия[99], футбольного клуба Гоа, Индия[100],
- автогоночной команды «Marussia» в Формуле-1[101],
- женского турнира по теннису Qnet Open[102],
- экс-первой ракетки мира Мартины Хингис[103],
- в 2015 году выступила генеральным спонсором российской национальной музпремии "Золотая нота"[104][105].

В Азербайджане QNET, совместно с «BH Mayer Mint», передали в Фонд Гейдара Алиева серию памятных медалей, посвященных Первому Президенту.